# هاجيمي إيشي (سياسي)
هاجيمي إيشي (باليابانية: 石井一؛ بالكانا: いしい はじめ) هو سياسي ياباني، ولد في 17 أغسطس 1934 في كوبه في اليابان. نشط حزبياً في الحزب الديمقراطي الياباني والحزب الليبرالي الديمقراطي الياباني. وقد انتخب عضو مجلس المستشارين ( – 28 يوليو 2013) وانتخب عضو مجلس النواب من اليابان.